# Per Olov Enquist
Per Olov Enquist   (Hjoggböle, 23 de setembre de 1934 - Vaxholm, 25 d'abril de 2020) fou un dramaturg i novel·lista suec.
Nascut el 1934 a l'austera parròquia d'Hjoggböle, va créixer en un entorn d'ortodòxia religiosa molt semblant al que Ingmar Bergman relata en les seves històries autobiogràfiques. La seva infància va quedar traumatitzada pel fet d'haver heretat el llit destinat al seu germà que va morir al néixer i a l'absència del pare, que va morir quan ell tenia un any. En les seves memòries relata una joventut solitària amb la seva mare vídua, una mestra luterana treballadora que va somiar amb un futur religiós per al seu fill. En la seva primera joventut es va dedicar a l'esport com a saltador d'alçada (va estar a punt de classificar-se per als Jocs Olímpics de Roma de 1960) i al periodisme esportiu.
El 1964 s'havia graduat en literatura per la Universitat d'Uppsala. Gràcies al Servei Alemany d'Intercanvi Acadèmic va viure a Berlín de 1970 a 1971 i dos anys més tard fou professor visitant a la Universitat de Califòrnia.

## Obra
Publicà, entre d'altres, les novel·les Hess (1966), Legionärerna (‘Els legionaris', 1968, premi del Consell Nòrdic), Katedralen i München (‘La catedral de Munic’, 1972), Musikanternas uttag (‘La partida dels músics', 1978), Kapten nemos bibliotek (‘La biblioteca del capità Nemo’, 1991), Livläkarens besök (‘La visita del metge reial', 1999, premi August), Lewis resa (‘El viatge de Lewis', 2001), Boken om Blanche och Marie (‘El llibre de Blanche i Marie’, 2004), Liknelseboken (‘El llibre de les semblances', 2013), l'autobiografia Ett annat liv (‘Una vida diferent’, premi August 2008) i les narracions Berättelser från de insällda upprorens tid (‘Contes dels temps dissortats de l'escàndol', 1974) i Den nedstörrtas ängel (‘L'àngel caigut’, 1985).
Per al teatre escriví, entre altres obres, Tribadernas natt (‘La nit de les tríbades', 1975), que tingué un gran ressò internacional i s'estrenà al Teatre Lliure el 1979, Chez Nous (1977), Till Freda (‘A Fredra’, 1980) i Systrarna (‘Les germanes', 2000). La seva obra fou reconeguda amb el premi Selma Lagerlöf (1997), el premi Nelly Sachs (2003) i el Premi Nòrdic de l'Acadèmia Sueca (2010). També escriví guions per al cinema i la televisió. En aquest vessant destaca la col·laboració amb el realitzador danès Bille August en Pelle erobreren (‘Pelle, el conqueridor’, 1989, Oscar a la millor pel·lícula en llengua no anglesa) i amb Jan Troell (Il Capitano, 1991; Hamsun, 1996).
La nit de les tríbades el convertí en el dramaturg suec més representat del segle xx. Es tracta d'una obra sobre la difícil relació d'August Strindberg amb la dones.

## L'autor en català
A Catalunya es va donar a conèixer als anys 70 quan el Teatre Lliure va fer de La nit de les tríbades el seu segon muntatge, que va dirigir Fabià Puigserver. L'estrena va ser el 29 de octubre de 1978 en el Teatre Municipal de Girona i la versió catalana era de Guillem-Jordi Graells, si bé tingué una primera traducció de Jem Cabanes, que es descartà, però fou publicada per Edicions 62. Anna Lizaran rebé el Premi Margarida Xirgu de la temporada 1981-1982 per la seva interpretació en aquesta obra. El desembre del 1999, el Teatre Lliure en va fer la reposició amb el mateix repartiment original excepte Francesc Garrido substituint Domènec Reixach, que aleshores n'era el director.
L'Editorial Cruïlla publicà, en la seva col·lecció de literatura infantil "El Vaixell de Vapor", l'obra La Muntanya de les Tres Coves amb traducció de Carolina Moreno Tena.